# أنطون سيرماك
انطون سيرماك (بالتشيكية: Antonín Josef Čermák) (و. 1873 – 1933 م) هو سياسي من الولايات المتحدة الأمريكية ولد في كلادنو.

## روابط خارجية
- أنطون سيرماك على موقع IMDb (الإنجليزية)
- أنطون سيرماك على موقع الموسوعة البريطانية (الإنجليزية)
- أنطون سيرماك على موقع إن إن دي بي (الإنجليزية)